# Seyresse
Seyresse é uma comuna francesa na região administrativa da Nova Aquitânia, no departamento Landes. Estende-se por uma área de 2,23 km². Em 2010 a comuna tinha 979 habitantes (densidade: 439 hab./km²).